# Kerktelefoon
De kerktelefoon is een draadomroep die de audio-installatie van een kerk via het telefoonnetwerk verbindt met een aansluiting bij mensen thuis die niet in staat zijn zelf de kerkdienst bij te wonen. Via de kerktelefoon kunnen ze zich dan met de gemeente verbonden blijven voelen en ze kunnen, gelijktijdig met wie in de kerk zijn, de dienst meevieren.

## Ontstaan
Het systeem verbindt in Nederland zo'n 3000 kerken met 50 000 eindgebruikers (stand medio 2003). Deze dienstverlening, die al sinds 1920 bestaat en in een grote behoefte voorzag, kostte tot 1 mei 2000 enkele euro's per maand.
Het tarief (incl. btw) is per 1 mei 2000 van ƒ 7,15 naar ƒ 36,00 (€ 16,36) per maand gegaan exclusief € 105,70 aansluitkosten en enkele maanden wachttijd. Aanleiding voor de tariefsverhoging was een besluit van de Onafhankelijke Post en Telecommunicatie Autoriteit (OPTA). In dit besluit heeft OPTA bepaald dat het tarief voor kerktelefonie gebaseerd moet zijn op de onderliggende kosten.

## Alternatieven
Deze prijsstijging was voor veel vrijwilligers en later ook bedrijven de aanleiding om alternatieve oplossingen voor kerktelefoon te ontwikkelen. Sinds deze datum is het aantal kerktelefoonaansluitingen rap teruggelopen, en wordt er en masse gebruikgemaakt van kerkradio via internet en kabel en andere alternatieve mogelijkheden om de kerkdienst "live" vanaf een afstand bij te wonen. Naar schatting zijn er in mei 2006 inmiddels zo'n 2000 kerken al naar een ander systeem overgestapt, en is er nog een groep van zo'n 1000 kerken die nog van de kerktelefoon gebruikmaakt. KPN heeft haar dienst kerktelefoon gestopt  per 31 december 2013.